# Pont nou de la Margineda
Le pont de la Tosca est un pont d'Andorre situé dans la paroisse de Sant Julià de Lòria et enjambant la Valira. Il s'agit d'un pont en maçonnerie, constitué d'une seule arche de granit. 
Il a été construit dans les années 1930, à une centaine de mètres du pont médiéval de la Margineda. Il est classé monument d'interêt culturel depuis juillet 2004.

## Toponymie
Margineda est un dérivé de marge qui désigne un « talus » ou une « terrasse fluviale » et provient du latin margo (« bord », « rive »),. Nou signifie « nouveau » en catalan ce qui distingue ce pont de son homologue médiéval voisin.